# Conus martensi
Conus martensi é uma espécie de gastrópode do gênero Conus, pertencente à família Conidae.